# قلاتي سنان (مهاباد)
قرية قلاتي سنان (بالكردية: قەڵاتی سنان) هي إحدى القرى التابعة لـمنغور الشرقية في ريف قسم خليفان من مقاطعة مهاباد، في محافظة أذربیجان الغربیة الإيرانية.

## السكان
حسب إحصاءات سنة 2006، بلغ إجمالي السكان في قلاتي سنان 40 نسمة وعدد المساكن 9 مسكن. لغة سكان قلاتي سنان هي اللغة الكردية و هم من أهل السنة والجماعة والمذهب الشافعي.